# Murui Huitoto jezik
Murui Huitoto jezik (ISO 639-3: huu; witoto, uitoto, bue), jezik Huitoto Murui Indijanaca s rijeka Ampiyacu, Putumayo i Napo u sjeveroistočnom Peruu 1 000 (1995 SIL) i 1 900 u Kolumbiji (1995 SIL) na rijekama Caraparana, Putumayo i Leticia.
Pripada porodici huitotoan, podskupini minica murui. U Peruu je službeni, a u Brazilu je nestao.

## Vanjske poveznice
- Ethnologue (14th)
- Ethnologue (15th)